# Liste von CB-Funk-Begriffen
Die Liste von CB-Funk-Begriffen enthält Abkürzungen bei CB-Funkern des deutschsprachigen Raums.

## Beispiele für gemeinsame CB-Funk- und Amateurfunk-Q-Schlüssel (Auswahl)
| Q-Schlüssel | Bedeutung |
| ----------- | --- |
| QRA         | Das Rufzeichen / Der Stationsname ist … (z. B. Stationsname ist "Blaubär") |
| QRG         | Frequenz bzw. Kanal |
| QRM         | Beeinträchtigung durch Störungen, verursacht durch andere Stationen |
| QRN         | Beeinträchtigung durch atmosphärische Störungen (z. B. bei Gewitter) |
| QRT         | Beendigung des Sendebetriebs |
| QRU         | Es liegt nichts mehr vor |
| QRV         | Sende- und Empfangsbereitschaft |
| QRX         | Amateurfunkdienst: Unterbrechung des Funkverkehrs mit Zeit und Frequenzangabe der Wiederaufnahme CB-Funk: Eine neu hinzugekommene Station möchte in ein laufendes Funkgespräch aufgenommen werden                                                                            |
| QRZ         | Anruf einer bestimmten Person |
| QSL         | Empfangsbestätigung |
| QSO         | Funkgespräch (bzw. die Gesprächsrunde) |
| QTH         | Name oder Maidenhead-Locator des Standorts |
| QZL         | Funkspruch ohne Sinn (Merkspruch: Quatsch zum Lachen) |
| 27          | Bleib gesund! (während COVID-19-Pandemie eingeführt) |
| 55          | Viel Erfolg! |
| 73          | Viele Grüße! |
| 88          | Liebe und Küsse! Vorrangig zwischen Paaren oder als Höflichkeitsfloskel zur Verabschiedung weiblicher Funker. (die Verwendung als rechtsextrem kodierte Äußerung und Interpretation als „Heil Hitler“ – „H“ als 8. Buchstabe des Alphabets – kommt im Amateurfunk nicht vor) |
| 99          | Nicht stören, verschwinde! |
| 600 (Ohm)   | Telefon (abgeleitet von der Telefonleitungsimpedanz 600 Ω) |

## CB-Funk-spezifische Begriffe
Im CB-Funk hat sich eine Reihe spezifischer Begriffe eingebürgert, die nicht im Rahmen der Q-Codes standardisiert sind. Dementsprechend gibt es kein Glossar der Terminologie.
2 (mein 2, das 2)
Partnerin/Partner
2 m machen
schlafen, ins Bett gehen
2 m Horizontal
schlafen, ins Bett gehen
6 m machen
telefonieren
128
Viel Erfolg & viele Grüße! (Kurzform für die beiden Ausdrucksweisen 73 und 55; 73+55 ergibt als Summe 128)
500
den Waschraum aufsuchen (Analog zu 600): 500 ml Wasser lassen
Abfangjäger
Polizei
Abklemmen
Funkverkehr beenden
Alpha
siehe Oberwelle
Band offen
Weite Funkverbindungen über die reflektierende Raumwelle sind möglich
Blechparty
Unfall
Braunsche Röhre
Bierflasche
Breake, Z
Ausruf um ein bestehendes Gespräch zu unterbrechen. Siehe Breaken
BügelnEine andere (schwächere) Station mit höherer Leistung wegdrücken
Breaken
Funkverkehr abwickeln / oder: Unterbrechung, unterbrechen (bei Gesprächen)
Fiedel
auch eine Bezeichnung für ein Hausfunkgerät
Breaker
CB-Funker
Breakerhügel
exponierter Standort für Funkstellen, meist Erhebungen oder Berge
Brenner
unerlaubter, aber üblicher Sendeleistungsverstärker
Keramik
Auf die Toilette gehen
Kojaks Wanderkino; Kojak mit Kodak
Radarfalle
Oma
großer Brenner (100 Watt)
Uroma
sehr großer Brenner (> 300 Watt)
Tante
kleiner Brenner (40 Watt)
Der Gilb kommt
Ein Messfahrzeug ist unterwegs
Die Biege machen
siehe „Abklemmen“
Die rote Mütze aufhaben
Leitstation einer Funkrunde sein
DV
Antenne, vom Standardtyp DV-27
fliegen
mit dem Auto/LKW unterwegs sein, auch: „mobilerweise“
Glatteis, Trockengewitter
Radarfalle
Handquetsche
Handfunkgerät
Handgurke
Handfunkgerät
Handpuste
Handfunkgerät
HG
Handfunkgerät, gerne aber auch als Abkürzung für Hintergrund („Bin mal HG“)
Hi
auch H-i (sprich Ha ih) Lachen, wird auch an einen Satz angefügt, um auf etwas Lustiges hinzuweisen oder Ironie auszudrücken
Hintergrund machen
anderweitig beschäftigt sein, aber empfangsbereit und ansprechbar
HQ
Handfunkgerät, von „Handquetsche“ (Handgurke)
Kaffeemaschine
siehe „Brenner“
Auf die Keramik gehen / 00 / 42
Zur Toilette gehen
KF
Feststation
Kiste
Funkgerät
Kocher
siehe „Brenner“
Meine Kaffeemaschine macht 50 Tassen!
Ich sende gerade (unerlaubt) mit 50 W.
Kohle auflegen (Ich lege mal ne Kohle auf ;)
Erhöhen bzw. erhöhe der/die Sendeleistung
Mikro
Mikrofon („Mike“ oder auch „Knochen“)
Mikrowelle(n)
Kinder
Müll, Matsch
Störungen atmosphärischer Art, aber auch Störungen durch andere Stationen
Nickname
Funker-Spitzname
Oberwelle
Ehefrau bzw. Lebensgefährtin, aber auch: weiblicher CB-Funker
Obergünstig, oberkünftig
Funken aus erhöhter Position, steigert die Reichweite
Paula machen
zwischen zwei (gegenüberliegend entfernten) Funkern vermitteln, die sich gegenseitig nicht selbst erreichen können (hergeleitet von der Q-Gruppe „QSP(aula)“)
Powern
siehe „Breaken“
Radio R
Hörqualität (R = 1 – 5, wobei 5=best auch ufb genannt wird)
rasende Uniformengurke
Polizeimotorrad
Rausche
Rauschsperre
Relais machen
siehe „Paula machen“
S-Wert, Santiago S
Empfangssignalstärke (S = 1–9(+db), 9 = Bestwert, je nach Digital- resp. Analoganzeige)
Schrapp
Störungen auf dem CB-Band, verursacht durch unerwünschte Aussendung von z. B. Strahlentherapiegeräten oder Hochfrequenzschweißgeräte
Steinchen rüber werfen
Kilometertafel auf der Autobahn angeben
Skip
Rufname; Reichweitenerhöhung durch Spiegelung des Signals an der Ionosphäre („Skip ist offen“, z. B. bei Sporadic-E)
Spargel
Antenne
Stereo
Zwei Sender senden gleichzeitig
unterkünftig
ungünstiger Standort im Tal oder Antenne unterm Dach
Station xy, da wo die rote Hand leuchtet
Station xy ist die Leitstation der Funkrunde
Träger
Ein Sender sendet beabsichtigt oder unbeabsichtigt ein Signal, ohne Modulation, sendet also nur die Trägerfrequenz
Trägersteller oder -drücker
Ein Funker, der nur eine unmodulierte Aussendung abstrahlt, um andere Breaker zu stören und deren Funkverkehr zu unterbinden.
Vollanschlag
Nadel des analogen Signalmeters kann nicht mehr weiter ausschlagen, weil der Messbereich für die ankommende Signalstärke nicht ausreicht
Whisky
von Whisky für "W" für Watt, als Leistungsangabe synonym zu "Tasse" etc.
X kommen
die neu hinzugekommene Station darf nun senden, alle anderen haben kurz Sendepause
X-er
neu hinzukommende Station nach dem „QRX-Ruf“ (s. o.)
Ziegel oder Ziagl
eine in Österreich übliche Bezeichnung für einen Brenner